# Ca l'Alzina Nou
Ca l'Alzina Nou és un edifici de Sant Celoni (Vallès Oriental) que forma part de l'Inventari del Patrimoni Arquitectònic de Catalunya. És un edifici aïllat de tipologia ciutat jardí. Està format per planta baixa i dos pisos. La façana és esglaonada. La coberta és a quatre vessants. Al centre sobresurt una torre a manera de mirador coronada per una coberta piramidal. Tota la façana, que no és única doncs quasi totes les quatre parets es poden considerar com a façanes laterals, tenen moltes obertures, en el pis inferior són quadrades, en el mig són quadrades i amb arcs de mig punt i en el superior són d'arcs de mig punt. Aquest edifici ha estat restaurat i es té notícies de l'any 1952, en el qual es van arrebossar les façanes, cobrint l'obra vista. Al costat mateix de la casa hi ha una capelleta petita.